# Вовчуг колючий
Вовчуг колючий (Ononis spinosa) — вид рослин родини бобові (Fabaceae), поширений у Європі, західній Азії й Північній Африці.

## Опис
Багаторічний кущ або трав'яниста рослина 30–70 см заввишки. Стебло прямостояче, розгалужене від основи, колюче, з довгими і короткими залозистими волосками. Листя 3-листочкове, іноді 1-листочкове поблизу верхівки стебла; кінцеві листки довгасто-еліптичні, 5–10 × 3–5 мм; основа округла, поля нерівно дрібно пилчасті, верхівки гострі. Квітки в слабких, листяних суцвіттях, поодинокі на вузлах, майже сидячі. Чашечка 7–8 мм; зуби довші від трубки. Віночок від блідо-червоний до лілового забарвлення, 10–20 мм. Зрілий біб дорівнює або довший від зубців чашечки. Насіння 2 або 3, від коричневого до чорного забарвлення, горбкувате.

## Поширення
Поширений у Північній Африці (пн. Алжир, пн. Лівія, Марокко, Туніс), Європі (уся крім Ісландії й пн. Росії) та Азії (західні частина до пн.-зх. Китаю й зх. Гімалаїв).
В Україні зростає на піщаних берегах річок і схилах — в зх. Поліссі, дуже рідко (Волинська обл., ок. смт Турійськ та м. Володимир-Волинський). Лікарська, Охоронна.

## Галерея

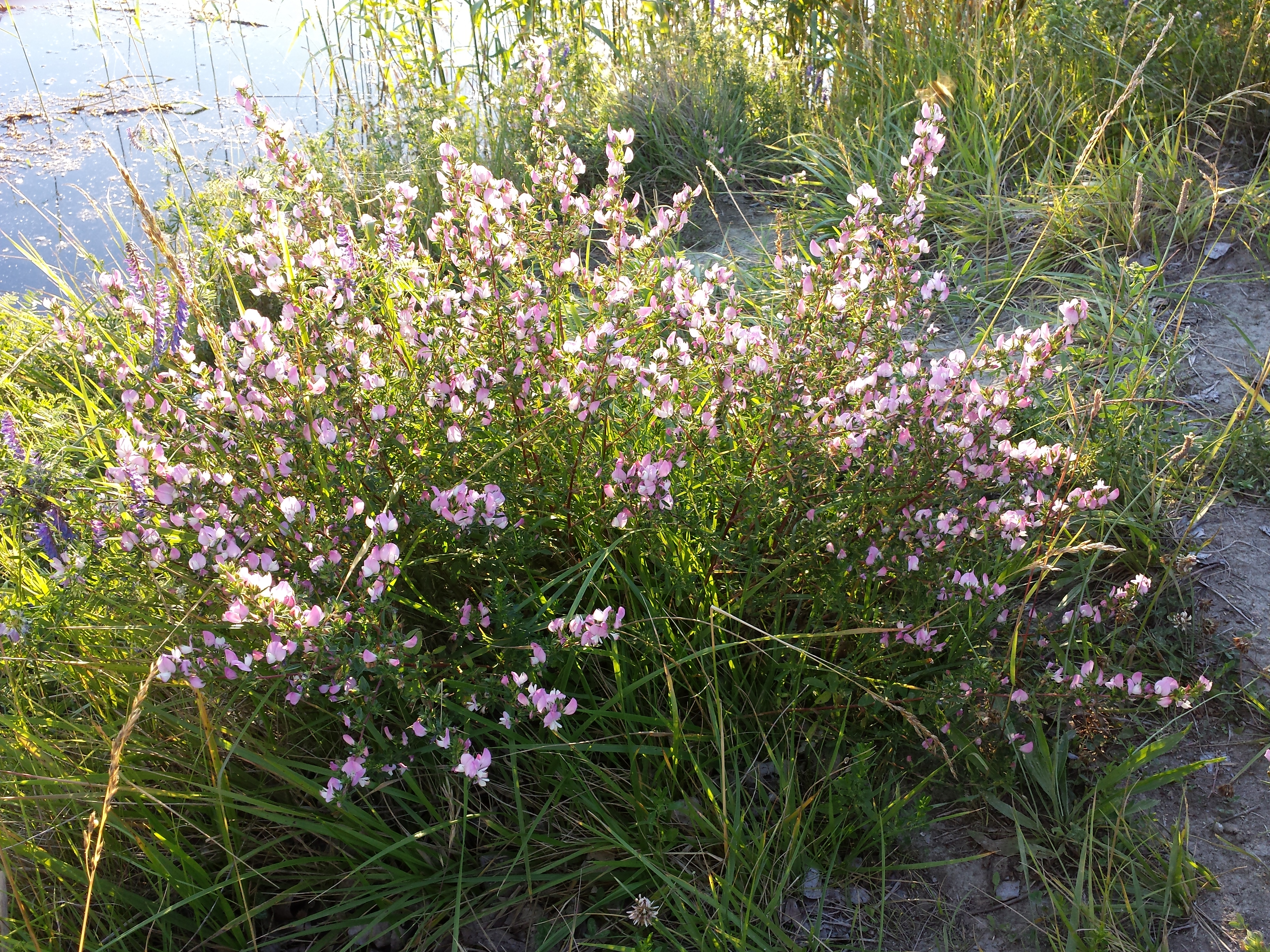
загальний вигляд
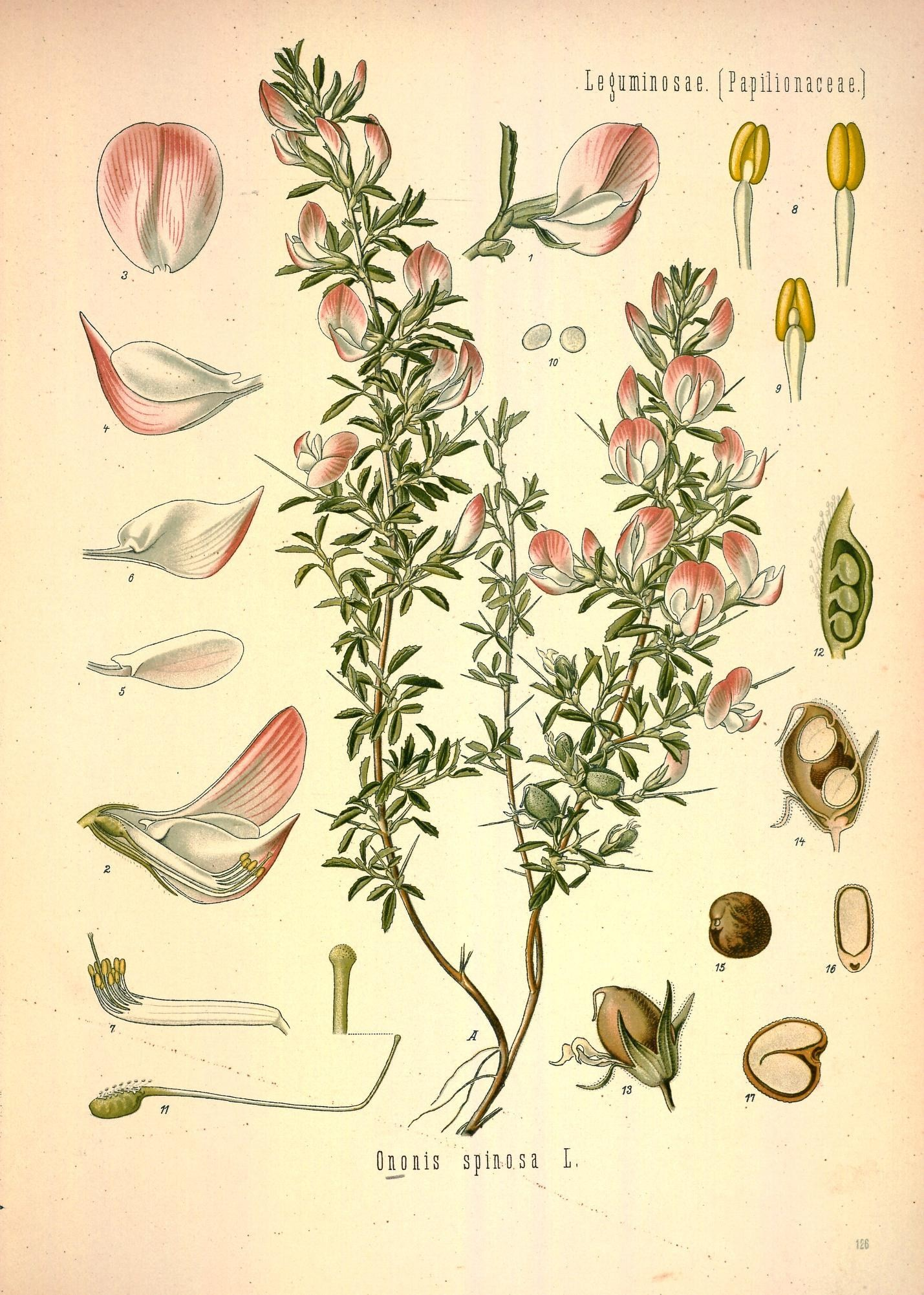
ілюстрація